# João de Salisbury

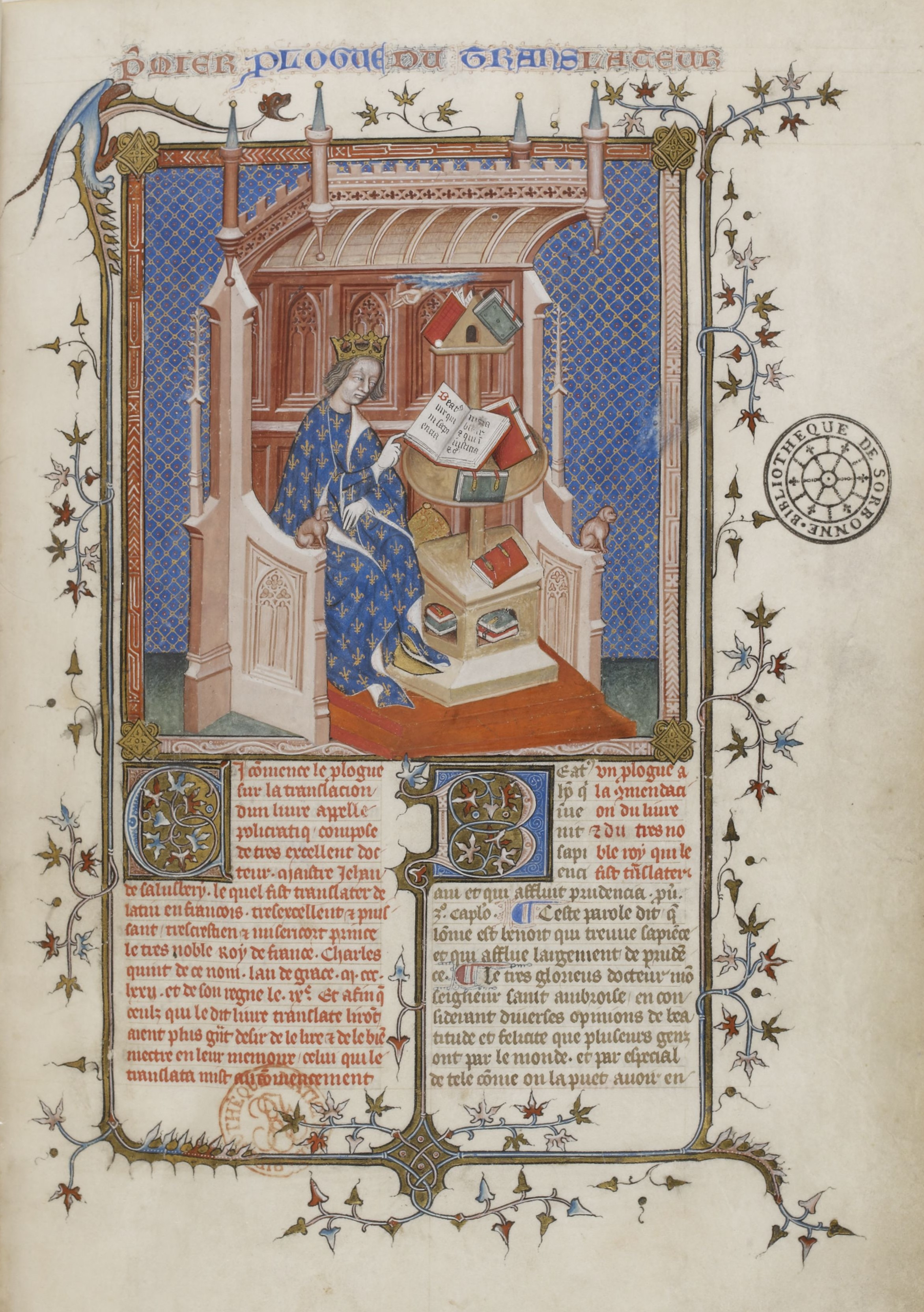

João de Salisbury (Old Sarum, Salisbúria, Inglaterra, c. 1115-1120 — Chartres, França, 25 de Outubro de 1180) foi um dos mais brilhantes pensadores do seu tempo. Ao longo da sua vida desempenhou importantes cargos no seio da Igreja Católica. Foi também autor de importante pensamento político, registrado em obras como "Policraticus" e "Metalogicon", assim como teorizador do ensino.
Nascido num contexto modesto, do qual pouco se conhece, inicia os seus estudos em Salisbury. No ano de 1136, parte para França, onde estudou e contactou com algumas das principais personalidades do seu tempo. Entre outros, Pedro Abelardo e Guilherme de Conques. Em 1148, participa no Concílio de Reims, onde encontra-se com Bernardo de Claraval. No mesmo ano, regressa a Inglaterra, onde virá a desempenhar as funções de secretário dos arcebispos de Cantuária Teobaldo de Bec (1150-1161) e do seu sucessor Tomás Becket (1161-1170). Em 1163, caindo em desfavor do monarca Henrique II de Inglaterra, parte para França. Em 1176, torna-se bispo de Chartres, cargo que ocupará até ao final dos seus dias.

## Primeiros anos e educação
Estudou os primeiros anos em sua cidade natal, indo posteriormente para a Universidade de Paris (que na época se chamava École Cathédrale de Paris), onde teve aulas com Pedro Abelardo, continuando seus estudos de lógica sob a direção de Robert de Melun (1100-1167), e gramática orientado por Guillaume de Conches (1080-1150) em 1148.
Seus vívidos relatos dos professores e alunos lhe forneceram os mais preciosos fundamentos dos seus primeiros dias na Universidade de Paris. Com o afastamento de Pedro Abelardo, João continuou os seus estudos com Alberico de Rheims (1085-1141). Ricardo L'Evêque († 1181), bispo de Avranches e discípulo de Bernardo de Chartres (1130-1160), também foi seu professor de gramática. Os ensinos de Bernardo se distinguiam particularmente pela sua pronunciada tendência platônica, e também pela importância dedicada aos maiores escritores latinos. A influência dos clássicos latinos é perceptível em todas as obras de Salisbury.
Por volta de 1140 ele estava em Paris estudando teologia com Gilbert de la Porrée (1070-1154), depois com o teólogo e filósofo inglês Robertus Pullus (1080-1150) e finalmente assistiu aulas de teologia com Simon de Poissy (fl. 1125-1145). Em 1148 ele se hospedou na Abadia de Montier-la-Celle, na Diocese de Troyes, com seu amigo Pedro de La Celle (1115-1183). No mesmo ano participou do Concílio de Rheims, presidido pelo Papa Eugênio III, e provavelmente foi apresentado por Bernardo de Claraval (1090-1153) a Teobaldo de Bec (1090-1161), arcebispo de Cantuária, sob cujo patrocínio retornou para a Inglaterra por volta de 1153, tendo passado algum tempo em Roma como secretário do papa inglês Adriano IV, Nicholas Breakspear.

## Secretário do Arcebispo de Cantuária
Nomeado secretário de Teobaldo de Bec, era frequentemente enviado em missões para a sede papal. Durante essa época ele compôs suas maiores obras, publicadas quase certamente em 1159, o Policraticus, sive de nugis curialium et de vestigiis philosophorum e o Metalogicon, escritos inestimáveis como fontes de informações relativas ao tema e forma da educação escolástica, e notáveis pelos estilos apresentados e tendência humanística. A ideia de contemporâneos em pé nos ombros dos gigantes que se tinha na Antiguidade aparece pela primeira vez nesta obra. O "Policratus" também derrama luz sobre a decadência dos modos da corte do século XII e a frouxa ética da realeza. Depois da morte de Teobaldo, em 1161, João continuou como secretário de Tomás Becket (1118-1170), e tomou parte ativa nas longas disputas entre o primaz e seu soberano, Henrique II, que considerava João agente papal.
Suas cartas lançam luz sobre a luta constitucional que abalava a Inglaterra. Em companhia de Becket, retirou-se para a França durante o período de descontentamento do rei; retornou com ele em 1170, e estava em Cantuária na época do assassinato de Becket. Nos anos seguintes, durante os quais ele continuou influente na situação de Cantuária, mas com data imprecisa, ele escreveu A Vida de Becket.

## Bispo de Chartres
Em 1176, Salisbury se tornou bispo de Chartres, onde passou o resto da sua vida. Em 1179 ele participou ativamente do Terceiro Concílio de Latrão. Ele morreu em Chartres (ou perto dessa cidade) no dia 25 de Outubro de 1180.

## Erudição e influências
Os escritos de João de Salisbury são excelentes para esclarecer o estágio literário e científico da Europa Ocidental do século XII. Embora ele tivesse o domínio total da nova lógica e da retórica da arte do raciocínio adquirido na universidade, os pontos de vista de Salisbury apresentam uma inteligência cultivada e brilhantemente aquinhoada em assuntos práticos, opondo-se aos extremos tanto do nominalismo como do realismo considerando-os senso prático comum. A sua doutrina se constitui numa espécie de utilitarismo, com forte inclinação para o aspecto especulativo em relação ao cepticismo literário de Cícero, por quem ele tinha incontida admiração e em cujo estilo se espelhou para criar o seu próprio. A sua visão de que o objetivo da educação era moral, e não apenas intelectual, tornou-se uma das principais doutrinas educacionais da civilização ocidental, mas a sua influência será mais perceptível, não em seus contemporâneos imediatos, mas na visão de mundo do humanismo renascentista.
Dos escritores gregos, a princípio, parece não ter ele conhecido nada, e muito pouco nas traduções. O Timeu de Platão, em versão latina traduzida por Calcidius chegou ao seu conhecimento e dos seus contemporâneos e predecessores, e é provável que ele tenha tido acesso às traduções de Fédon e Menon. De Aristóteles ele possuía todo o Organon em latim; ele é, na verdade, o primeiro dos escritores medievais de renome a conhecê-la inteiramente.
Foi, ao lado de Hugo de São Vitor, Anselmo de Cantuária e Pedro Abelardo, um dos grandes responsáveis pela transformação ocorrida no século XII com relação ao modo como se encarava o conhecimento e a filosofia ao fim da Idade Média.

## Obra
O essencial do seu pensamento encontra-se em Policraticus (1159), embora esta não esgote a sua produção intelectual. Composta ao longo de anos, encontra na política de Henrique II de Inglaterra a motivação para a terminar. Tece-a, como um aviso, procurando inspirar propósitos morais e transmitir ensinamentos éticos à política e sociedade de corte que acreditava estarem a subverter os fundamentos éticos e religiosos do reino. De forma geral, propõe uma ordem social que busque a coexistência pacífica dos poderes temporal e espiritual.

### Policraticus
Composto em oito livros, João de Salisbury concentra a sua reflexão política nos IV, V e VI livros. Estilisticamente, apresenta um carácter humanista, sobretudo pela convocação de fontes quer cristãs quer pagãs. Num contexto de centralização do poder das monarquias da Cristandade Ocidental, destacam-se as suas ideias de limitação do mesmo pela lei. A estas associa a metáfora orgânica do governo como um organismo vivo, na qual faz corresponder a cada parte do corpo humano os elementos da sociedade (pés-trabalhadores; mãos-combatentes; barriga-administração/fazenda; coração-conselho; cabeça-príncipe; alma-Igreja), procurando explicar a necessidade do correcto funcionamento de cada um para a harmonia do todo. Outra das questões fulcrais é o tiranicídio, enquanto ferramenta para o restabelecimento da ordem sempre que esta seja deturpada por responsabilidade do monarca.

## Resumo das Obras
- Opera omnia, editor J. A. Giles, Oxford 1848, in Patrologia Latina, 199 lire en ligne
- Policraticus (1156), editor K. S. Keats-Rohan, Turnhout, Brepols, 1993.
- Metalogicon (v. 1175), editor J. B. Hall, 1991. Trad. an. D. D. McGarry, The Metagogicon, Berkeley, University of California Press, 1955.
- Lettres, traduzido por W. J. Millor e outros, As cartas de João de Salisbury, Oxford, Clarendon Press, 1986, 2 t.

## Citações de João de Salisbury
- Um rei iletrado é um jumento coroado.
- Nós somos anões em pé sobre os ombros do gigantes.[5]